# Sosnowiórka
Sosnowiórka (Tamiasciurus) – rodzaj ssaków z podrodziny wiewiórek (Sciurinae) w obrębie rodziny wiewiórkowatych (Sciuridae).

## Rozmieszczenie geograficzne
Rodzaj obejmuje gatunki występujące w Kanadzie, Stanach Zjednoczonych i Meksyku.

## Morfologia
Długość ciała (bez ogona) 181–219 mm, długość ogona 104–146 mm; masa ciała 194–231 g.

## Systematyka
Rodzaj zdefiniował w 1880 roku francuski zoolog Édouard Louis Trouessart w artykule zatytułowanym Rewizja rodzaju wiewiórka (Sciurus), opublikowanym w czasopiśmie „Le Naturaliste”. Gatunkiem typowym jest (oznaczenie monotypowe) sosnowiórka czerwona (T. hudsonicus).

### Etymologia
Tamiasciurus: zbitka wyrazowa nazw rodzajów: Tamias Illiger, 1811 (pręgowiec) oraz Sciurus Linnaeus, 1758 (wiewiórka).

### Podział systematyczny
Do rodzaju należą następujące gatunki:
| Grafika | Gatunek                 | Autor i rok opisu       | Nazwa zwyczajowa     | Podgatunki     | Rozmieszczenie geograficzne | Podstawowe wymiary                              | Status IUCN |
| ------- | ----------------------- | ----------------------- | -------------------- | -------------- | --- | ----------------------------------------------- | ----------- |
|         | Tamiasciurus hudsonicus | (Erxleben, 1777)        | sosnowiórka czerwona | 20 podgatunków | szeroko rozpowszechniony w Kanadzie i Stanach Zjednoczonych (Alaska, na południe do Arizony na zachodzie i północnej Georgii na wschodzie    | DC: 18,7–19 cm DO: około 12,4 cm MC: 194–213 g  | LC          |
|         | Tamiasciurus fremonti   | Audubon & Bachman, 1853 |                      | 4 podgatunki   | endemit Stanów Zjednoczonych: południowo-środkowy Wyoming, południowo-wschodni Utah, Kolorado, Arizona, Nowy Meksyk i zachodni Teksas)       | DC: 19,4–22 cm DO: 10,4–14,6 cm MC: 231–233 g   | NE          |
|         | Tamiasciurus douglasii  | (Bachman, 1839)         | sosnowiórka szara    | 3 podgatunki   | Kanada (południowo-zachodnia Kolumbia Brytyjska), Stany Zjednoczone (Waszyngton do Kalifornii) i północno-zachodni Meksyk (Kalifornia Dolna) | DC: 18,1–18,5 cm DO: 11,9–14,5 cm MC: 199–207 g | LC          |

Kategorie IUCN:  LC  – gatunek najmniejszej troski;  NE  – gatunki niepoddane jeszcze ocenie.